# Pilophorus cinnamopterus
Pilophorus cinnamopterus ist eine Wanzenart aus der Familie der Weichwanzen (Miridae).

## Merkmale
Die ameisenähnlichen Wanzen werden 4,1 bis 5,1 Millimeter lang. Die Art sieht Pilophorus perplexus sehr ähnlich und besitzt wie auch diese Art eine durchgehende hintere silbrig-weiße Binde auf den Hemielytren. Anders als bei der ähnlichen Art hat Pilophorus cinnamopterus jedoch vor der Binde orange-braun gefärbte Hemielytren und ist zudem auf anderen Nahrungspflanzen anzutreffen. Hinter der Binde sind sie verdunkelt und glänzend. Sie sind hinten eingekerbt und nach unten geknickt.

## Vorkommen und Lebensraum
Die Art ist in Europa, östlich bis in den Osten Sibiriens und über Kleinasien in die Kaspische Region verbreitet. Sie wurde vermutlich auch nach Nordamerika eingeschleppt.
In Deutschland und Österreich ist die Art weit verbreitet und tritt stellenweise häufig auf. Sie besiedelt Nadelgehölze, insbesondere Kiefern (Pinus), selten auch Tannen (Abies) und Fichten (Picea), sowohl in dichten Beständen, als auch Einzelbäume. Selten findet man die Art auch auf Laubhölzern, wie etwa Eichen (Quercus), wobei vermutet wird, dass sie hier Irrgäste sind.

## Lebensweise
Pilophorus cinnamopterus ernährt sich räuberisch von Blattläusen, insbesondere der Gattungen Lachnus und Cinara. Häufig findet man sie daher gemeinsam mit Waldameisen (Formica), die sich gegenüber den Wanzen jedoch aggressiv verhalten. Daneben saugen sie aber auch an den Nadeln, Knospen und den männlichen Reproduktionsorganen der Wirtsbäume. Imagines kann man von Anfang Juli bis September oder Oktober beobachten. Unter ungünstigen Bedingungen treten sie auch erst ab August auf. Die Überwinterung erfolgt als Ei.

## Belege